# Ислам: что необходимо знать Западу
«Ислам: что необходимо знать Западу» (англ. Islam: What the West Needs to Know) — документальный фильм 2006 года, посвящённый критике ислама. В нём приняли участие такие известные критики ислама, как Роберт Спенсер, Валид Шебат, Бат Йеор, Срджа Трифкович и Абдулла Аль-Араби.

## Описание
Фильм состоит из шести частей:
1. «Нет бога, кроме Аллаха, а Мухаммад — раб Его и посланник» (англ. There is no God but Allah and Muhammad is his Prophet)
2. Борьба (англ. The Struggle)
3. Экспансия (англ. Expansion)
4. Война — это обман (англ. War is deceit)
5. Больше чем религия (англ. More than a religion)
6. Дом войны (англ. The house of war)

В первой части рассказывается о жизни пророка Мухаммеда, Коране, хадисах, а также про насх и мансух. Цитируется «Аят меча». Во второй части речь идёт об отношении ислама к неверным и джихаде. В третей говорится о таких терминах, как Дар аль-ислам (территория ислама) и Дар аль-харб (территория войны); показаны арабские завоевания и крестовые походы, Венская битва 1683 года. В четвёртой части рассказывается о такие, убийстве Каба ибн аль-Ашрафа и скрывании мусульманами своих намерений. В пятой ислам рассматривают как политическую идеологию, которая насаждается на «землях джахилии». В последней, шестой части, говорится о распространении исламского фундаментализма и будущем Западного мира, которому грозит поглощение исламом.